# Фішт (стадіон)
Олімпійський стадіон «Фішт» у Сочі побудований як центральна арена зимових Олімпійських та Паралімпійських ігор 2014 року. На ньому пройшли церемонії відкриття та закриття Олімпіади та Паралімпіади.
Після 2014 року реконструйований, щоб приймати футбольні матчі Кубка конфедерацій 2017 і чемпіонату світу 2018.
Назва — від однойменної гори на Кавказі (адигейською мовою «фішт» означає «біла голова»).

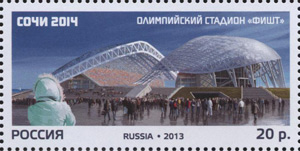
Поштова марка Росії, присвячена Олімпійському стадіону «Фішт»